# Фишер, Йорг
Йорг Фишер (нем. Jörg Fischer; род. 4 июля 1957, Золинген, Северный Рейн-Вестфалия) — немецкий гитарист, известен своим участием в рок-группе Accept.

## Биография
Йорг Фишер родился 4 июля 1957 года по разным данным в Кёльне или Дюссельдорфе. До прихода в Accept играл в группах Frenzy и Fathers of Intention.
В ноябре 1978 года пришёл в Accept к концу записи дебютного альбома Accept. Вместе с группой записал три альбома, но в 1982 году, в том числе ввиду разногласий с вновь принятым менеджером Габи Хауке, ушёл из группы во время подготовки четвёртого альбома Restless and Wild. Сам гитарист через шесть лет объяснял свой уход, как

У группы был сумасшедший стресс, мы были почти на десять лет младше, и не созрели… теперь мы стали взрослее и научились справляться с такими проблемами.
В 1982—1983 годах Йорг Фишер был занят в группе Black Jack (позднее переименованной в Marauder), в которой, помимо него принимали участие гитарист Ян Комет и барабанщик Франк Фридрих, оба бывшие участники Accept.
В 1983 году, после записи удачного альбома Balls to the Wall Йорг Фишер вновь был приглашён в группу и принял предложение.
Как отметил Штефан Кауфманн

После ухода Йорга был приглашён Герман Франк, и он целый год играл с нами. Но потом Йорг вернулся, вернулась та пресловутая «химия группы» отсутствовавшая с Германом. В прошлом году, накануне Рождества мы попросили Йорга вернуться. С тех пор все идет «как по нотам».— Рок-н-ролльные изгои
Йорг Фишер оставался в Accept до её первого распада в 1987 году, и после него, но в 1988 году неожиданно и в общем, не объясняя причин, оставил группу

В течение года ясно выкристаллизовалось, что состав, в котором я находился не способствовал моему движению вперёд и я поставил перед собой вопрос: то, что ты здесь делаешь, всё ещё твоё дело? И это обострилось с окончанием подготовки к нашему новому альбому.— Рок-н-ролльные изгои
Затем Фишер появился в недолговечном лос-анджелесском проекте Royal Flush.
В 1989 году Йорг Фишер создал в Лос-Анджелесе собственный проект Billionaire Boys' Club. Вместе с ним в группе были задействованы барабанщик Андерс Юханссон (Ингви Мальмстин, HammerFall), певец Марк Болс (Ингви Мальмстин, Тед Ньюджент) и басист Марсел Якоб (Talisman, Ингви Мальмстин, Europe).. Группа в 1993 году выпустила единственный альбом Something Wicked Comes, который Йорг Фишер и продюсировал. Также гитариста можно услышать на альбоме A Tribute to Judas Priest: Legends of Metal, где он записался с группой Doom Squad.
После воссоединения Accept в 1993 году Вольф Хоффманн на вопрос о Йорге Фишере ответил в интервью, что «Вы знаете, мы никогда не рассматривали его всерьёз, особенно в прошлом году, когда решили воссоединиться. Мы решили с ним не связываться и не просить ни о чём. Эта вторая гитара в группе была для нас извечной проблемой. То он придёт к нам в группу, то выйдет…»
Дальнейшая судьба музыканта малоизвестна. По некоторым сведениям живёт в США, в 2002 году он женился, его жена владелец нескольких финансовых компаний, а также она связана с музыкой и у неё имеются сольные записи. Удо Диркшнайдер в 2009 году сказал, что ему ничего не известно о том, где находится Йорг Фишер и чем он занят.
Йорг Фишер в основном исполнял в группе партию ритм-гитары. Его гитарные соло можно услышать в половине композиций с альбома 1981 года, Living for Tonite, Wrong Is Right с альбома Metal Heart и Aiming High, Another Second to be с альбома Russian Roulette, а также в песне Lay Down the Law с альбома U.D.O. Animal House